# Камйонка (гміна Лятович)
Камйонка (пол. Kamionka) — село в Польщі, у гміні Лятович Мінського повіту Мазовецького воєводства.
Населення — 276 осіб (2011).

## Демографія
Демографічна структура станом на 31 березня 2011 року:
|          | Загалом | Допрацездатний вік | Працездатний вік | Постпрацездатний вік |
| -------- | ------- | ------------------ | ---------------- | -------------------- |
| Чоловіки | 142     | 25                 | 101              | 16                   |
| Жінки    | 134     | 32                 | 67               | 35                   |
| Разом    | 276     | 57                 | 168              | 51                   |